# Ciro reconocido (Cocchi)
Ciro reconocido (título original en italiano, Ciro riconosciuto) es una ópera en tres actos del compositor italiano Gioacchino Cocchi (c 1720 – Venecia, 1804) y libreto de Pietro Metastasio, con los recitativos en inglés y las arias cantadas en italiano, cuyo estreno tuvo lugar en el King’s Theater in the Haymarket de Londres el 16 de enero de 1759.

## Antecedentes
El libreto de Ciro reconocido fue escrito por Metastasio para que fuera utilizado por el compositor italiano Antonio Caldara para componer una ópera homónima en tres actos, cuyo estreno tuvo lugar en el Teatro del Palacio de La Favorita de Laxenburg (Viena), el 28 de agosto de 1736. 

## Libreto
Las fuentes a las que acudió Metastasio para escribir el libreto fueron los trabajos de los historiadores griegos Heródoto de Halicarnaso y Ctesias, así como de los romanos Justino y Valerio Máximo.

El libreto es el decimosexto de la producción de Metastasio, estando comprendido entre Aquiles en Esciro  (1736) y  Temístocles (1736), ambas óperas estrenadas por Caldara en Viena.

## Personajes
| Personaje                                   | Tesitura    | Reparto el 16 de enero de 1759 Director: Gioacchino Cocchi |
| ------------------------------------------- | ----------- | ---------------------------------------------------------- |
| Ciro, falso pastor bajo el nombre de Alceo. | contratenor | Pasquale Potenza                                           |
| Astiages, rey de Media, padre de Mandane.   | tenor       | Gaetano Quilici                                            |
| Mandane, madre de Ciro.                     | soprano     | Colomba Mattei                                             |
| Arpálice, Confidente de Mandane.            | soprano     | Angiola Calori                                             |
| Cambises, príncipe persa, padre de Ciro.    | castrato    | Giusto Fernando Tenducci                                   |
| Egisto, pastor de los rebaños reales.       | ¿?          | Sra Laura Rosa.                                            |
| Harpago, confidente de Astiages.            | ¿?          | ¿?                                                         |

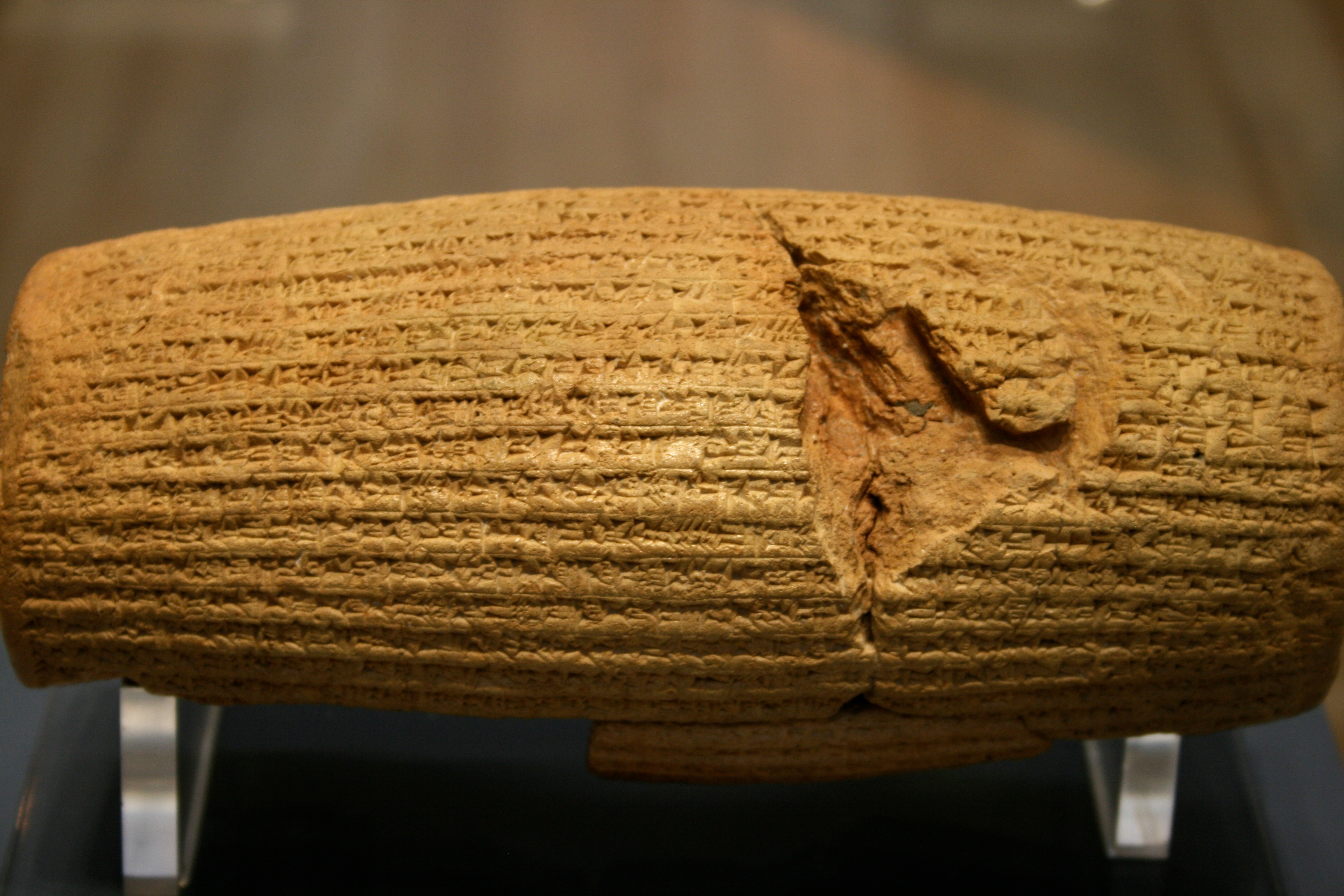
Cilindro en escritura cuneiforme de Ciro II el Grande Museo Británico, Londres

Las representaciones tuvieron lugar los días 16 y 20 de enero; 3, 6, 10, 13, 17, 24 y 27 de febrero; 3, 10, 13, 17, 20, 24 y 31 de marzo; 7 y 17 de abril; 2 y 22 de mayo de 1759.
El ballet estuvo dirigido por Giovanni Andrea Battista Gallini e integrado, entre otros, por los siguientes bailarines: Rosa Carlini, Giuseppe Forti y Giacinta Bonomi.
El personaje original de Metastasio, “Mitrídates”, es sustituido en esta versión de Cocchi por el de “Egisto”, a efectos puramente musicales.

## Argumento
El cruel Astiages, último rey de los medos, con ocasión del parto de su hija Mandane, pidió a los adivinos explicación sobre un sueño que tuvo, y estos le predijeron que su nieto recién nacido le quitaría el reino. Por tanto, él, para prevenir este riesgo, ordenó a Harpago que matara al pequeño Ciro (que tal era el nombre del niño), y separó a Mandane de su esposo Cambises, enviando a este encadenado a Persia y reteniendo a aquella cerca de sí, a fin de que no nacieran de ella, o de sus otros hijos, nuevas causas de sus temores. 
Harpago, no teniendo ánimo para ejecutar por su propia mano tan bárbaro mandato, llevó ocultamente el niño a Mitrídates, pastor de los rebaños reales, para que lo ocultara en un bosque. Mas encontró que la cónyuge de Mitrídates había dado a luz a un niño, justamente en esa misma fecha, pero sin vida; por tanto, la natural piedad, secundada del oportuno cambio, persuadió a ambos de que Mitrídates abandonara allí al propio hijo fallecido y criara, en lugar de este, al pequeño Ciro, bajo el nombre de Alceo, y con atuendo de pastor. 
Transcurridos desde este tiempo cerca de tres lustros, corrió la voz de que el niño Ciro, encontrado en una selva, había sido protegido gracias a la piedad de alguien y que vivía en el país de los escitas. Hubo algún embustero tan arrojado que, aprovechando este cuento o quizá habiéndolo él mismo inventado, asumió el nombre de Ciro. Inquieto Astiages por tal fabulación, hizo venir ante él a Harpago preguntándole de nuevo si realmente había matado al pequeño Ciro cuando se le encomendó esta orden. Harpago, que por ciertos signos externos tenía motivos para esperar que el rey se hubiera arrepentido, estimó que esta era una buena ocasión para tentar su voluntad; y contestó que no había tenido valor para matarlo, pero que lo escondió en un bosque pensando en descubrir toda la verdad y que el rey se complacería con su piadosa desobediencia, y seguro, además, que, cuando se indignara por ello, no podrían caer sus furores más que sobre el falso Ciro, del cual, con esta confesión, se acreditaría el engaño. 

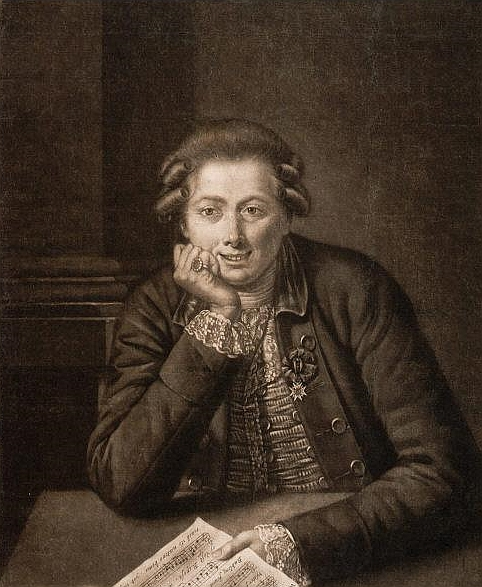
El castrato Giusto Fernando Tenducci

Indignóse Astiages, y, como castigo a la desobediencia de Harpago, le quitó un hijo; tan bárbaras circunstancias, al no ser necesarias para la acción que aquí se representa, dejaremos voluntariamente de recordarlas. Sintió su corazón traspasarse el infeliz Harpago por la pérdida del hijo; pero sin embargo, ávido de venganza, no dejó en libertad todos sus dolores paternos si no solo los justos para que una excesiva tranquilidad no restara credibilidad a su simulada resignación. Hizo creer al rey que sus lágrimas eran sobre todo provocadas por el arrepentimiento ante su delito más que de dolor por el castigo; y se aseguró de que, si no con la confianza primera, al menos no recelara totalmente de él. 
Empezaron por lo tanto Harpago a planear su venganza y Astiages la manera de asegurarse el trono pese a la presencia del fingido nieto. El primero se dedicó a ganarse y a irritar a los nobles contra el rey y llevar su enardecimiento hasta Persia, donde el príncipe Cambises vivía su destierro; el segundo a simular arrepentimiento por su crueldad contra Ciro, ternura hacia él, deseo de volverlo a ver y resolución por reconocerlo como su sucesor. Y uno y otro lograron tan felizmente llevar a cabo sus maquinaciones que no faltaba ya más que establecer lugar y día: a Harpago para someter al tirano con la aclamación del verdadero Ciro, a Astiages para tener en sus manos al crédulo impostor mediante el ardid de una engañosa invitación. 
Era costumbre del rey de Media celebrar cada año en los confines del reino, donde estaba precisamente la cabaña de Mitrídates, un solemne sacrificio a Diana. El día y el lugar de tal sacrificio (que serán los de la acción que se representa), parecieron a ambos oportunos para la ejecución de sus planes. Allí, por diversas circunstancias, muere el falso Ciro, es descubierto y aclamado el auténtico, se ve a Astiages muy próximo a perder el reino y la vida pero, defendido por su generoso nieto, lleno de remordimiento y de ternura, coloca sobre la frente de este la diadema real, y lo alienta, con su propio ejemplo, a no abusar de nadie, como él había hecho.

## Influencia
Metastasio tuvo gran influencia sobre los compositores de ópera desde principios del siglo XVIII a comienzos del siglo XIX. Los teatros de más renombre representaron en este período obras del ilustre italiano, y los compositores musicalizaron los libretos que el público esperaba ansioso. Ciro reconocido fue utilizado por casi una veintena de compositores para componer otras tantas óperas; sin embargo el paso del tiempo ha hecho caer en el olvido a todas ellas.